# Danko Branković
Danko Branković (Zagreb; 5 de noviembre de 2000) es un baloncestista croata que pertenece a la plantilla del Club Baloncesto Breogán de la Liga Endesa. Con 2,17 metros de estatura, juega en la posición de pívot. Es internacional con la selección de Croacia desde 2021, cuando participó en la clasificación para el Mundial de 2023.

## Trayectoria deportiva

### Profesional
Comenzó su andadura en el baloncesto en las categorías inferiores de la Cibona, llegando a debutar con el primer equipo en 2020. en septiembre de ese año se marchó cedido al KK Dubrava, aunque siguió jugando la ABA Liga con la Cibona. Atrajo la atención de los medios durante la Copa Liburnia 2021 celebrada en Opatija. En la competición entre Cedevita Olimpija, KK Partizan y Victoria Libertas Pesaro, la Cibona ganó el torneo y Branković fue elegido MVP.
El 4 de julio de 2022 firmó con el Bayern Munich de la Basketball Bundesliga alemana. El 31 de julio se marchó cedido al Mega Basket serbio. Allí jugó una temporada, en la que promedió 12,9 puntos, 6,7 rebotes y 1,9 tapones por partido, siendo recuperado por el equipo alemán para la Temporada 2023-2024, a pesar de tener un año más firmado con el equipo serbio.
Durante su etapa en el Bayern Munich, conquistó dos títulos de liga (2023-24 y 2024-25) y una Copa de Alemania. En la temporada 2024-25 promedió 4,6 puntos y 2,6 rebotes por encuentro en la Basketball Bundesliga. En Euroliga disputó durante las temporadas 2023-24 y 2024-25, la cifra de 51 partidos con una media de 4,3 puntos y 2,2 rebotes en 10 minutos de juego.
En julio de 2025, firma por el Club Baloncesto Breogán de la Liga Endesa.

### Selección nacional
Jugó en las categorías inferiores de la selección croata. Fue miembro de las listas que compitieron en el Europeo sub-16 de 2016, el Europeo sub-18 de 2028 y el Europeo sub-20 de 2019.
En noviembre de 2021 debutó con la selección absoluta en la clasificación para el Mundial de 2023, en un partido ante Eslovenia.